# Stigmella assimilella
Stigmella assimilella là một loài bướm đêm thuộc họ Nepticulidae. Nó được tìm thấy ở hầu hết châu Âu (except Ireland và the Balkan Peninsula), phía đông through Nga to miền nam part of the Palearctic ecozone.
Sải cánh dài 5–6 mm.

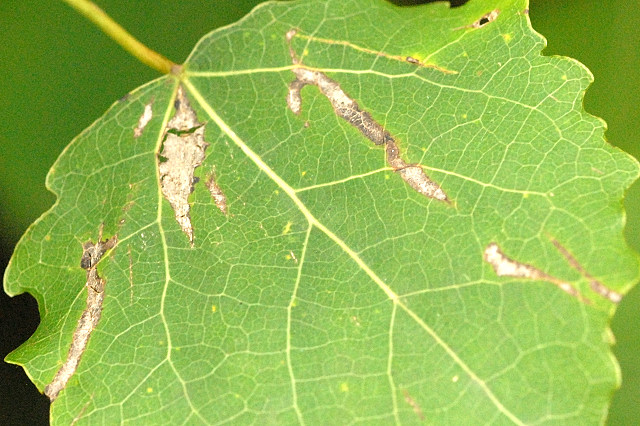
Stigmella assimilella mine

Ấu trùng ăn Populus alba, Populus canescens và Populus tremula. Chúng ăn lá nơi chúng làm tổ. 